# ALTDEUS: Beyond Chronos
ALTDEUS: Beyond Chronos（アルトデウス ビヨンドクロノス）は、MyDearestが開発したVRインタラクティブストーリーアクションゲーム。前作『東京クロノス』の約300年後を舞台としている。
本作は「PROJECT MEGALITH（プロジェクト メガリス）」として東京ゲームショウ2019にて発表され、2020年12月4日に発売された。『Oculus Quest Store』で2021年1月27日までに発売された作品のユーザー評価で1位を獲得した。また、ファミ通・電撃ゲームアワード2020のアドベンチャー部門にて、最優秀賞を受賞した。2023年には『DYSCHRONIA: Chronos Alternate』が発売された。

## システム
本作はアドベンチャーパート、アクションパート、ライブパートに分かれている。

## ストーリー
プレイヤーは2280年の人類が壊滅した世界で、超巨大生物メテオラと戦い、親友の仇を討たんとするパイロットのクロエとなる。

## 登場人物
登場人物の掲載順については、2021年4月17日の『ファミ通.com』での掲載順に則っている。
クロエ
声 - 鬼頭明里
コーコ　ココノエ
声 - 奥野香耶
ノア
声 - 花守ゆみり
アニマ
声 - 石川由依
ヤマト　アマナギ
声 - 小林裕介
アオバ　イワザ
声 - 荒牧慶彦
ジュリィ
声 - 芹澤優
ディタ―
声 - 速水奨

## 音楽

### サウンドトラック
| #   | タイトル                     | 作詞 | 作曲             | 編曲 | 歌 | 時間 |
| --- | ---------------------------- | ---- | ---------------- | ---- | -- | ---- |
| 1.  | 「Fantasy Coco」             |      | 郡陽介           |      |    | 1:52 |
| 2.  | 「Retrospective」            |      | 郡陽介           |      |    | 2:51 |
| 3.  | 「Sunroom」                  |      | 高橋邦幸(MONACA) |      |    | 3:23 |
| 4.  | 「Boot Sequence」            |      | 高橋邦幸(MONACA) |      |    | 2:43 |
| 5.  | 「Save the World」           |      | 高橋邦幸(MONACA) |      |    | 3:56 |
| 6.  | 「Ariadne」                  |      | 郡陽介           |      |    | 1:28 |
| 7.  | 「Serene」                   |      | 高橋邦幸(MONACA) |      |    | 2:19 |
| 8.  | 「Town」                     |      | 郡陽介           |      |    | 0:49 |
| 9.  | 「Before Live」              |      | 郡陽介           |      |    | 1:04 |
| 10. | 「Sound of Victory」         |      | 郡陽介           |      |    | 5:09 |
| 11. | 「Disturbing」               |      | 郡陽介           |      |    | 2:48 |
| 12. | 「Julie」                    |      | 高橋邦幸(MONACA) |      |    | 2:00 |
| 13. | 「Speech」                   |      | 郡陽介           |      |    | 1:22 |
| 14. | 「Unravel a mystery」        |      | 郡陽介           |      |    | 2:07 |
| 15. | 「Sunroom Scar Arrangement」 |      | 高橋邦幸(MONACA) |      |    | 3:07 |
| 16. | 「Awaking Meteora」          |      | 郡陽介           |      |    | 1:48 |

## 開発

### 企画
本作は『東京クロノス』開発終盤に柏倉から岸上に次回作の構想があると持ち掛けられたことによって始まった。